# Asura unipuncta
Asura unipuncta là một loài bướm đêm thuộc phân họ Arctiinae, họ Erebidae.